# Provincia di Ngounié
La provincia di Ngounié è una delle 9 province del Gabon. Il capoluogo è la città di Mouila.
La provincia è situata nella parte meridionale del paese e confina a nord con la provincia di Moyen-Ogooué, a est con la provincia di Ogooué-Lolo, a sud-est con la Repubblica del Congo, a sud ovest con la provincia di Nyanga e a ovest con la provincia di Ogooué-Maritime.
Al suo interno è situato il Parco nazionale di Waka.